# Otto Rüfenacht
Otto Rüfenacht   (27 d'octubre de 1919 - 1 de novembre de 1982) va ser un tirador d'esgrima suís, especialista en espasa, que va competir en els anys posteriors a la Segona Guerra Mundial.
El 1948 va prendre part en els Jocs Olímpics d'Estiu de Londres, on quedà eliminat en quarts de final en la prova d'espasa per equips del programa d'esgrima. Quatre anys més tard, als Jocs de Hèlsinki, guanyà la medalla de bronze en l'mateixa prova.